# Uli Dembinski

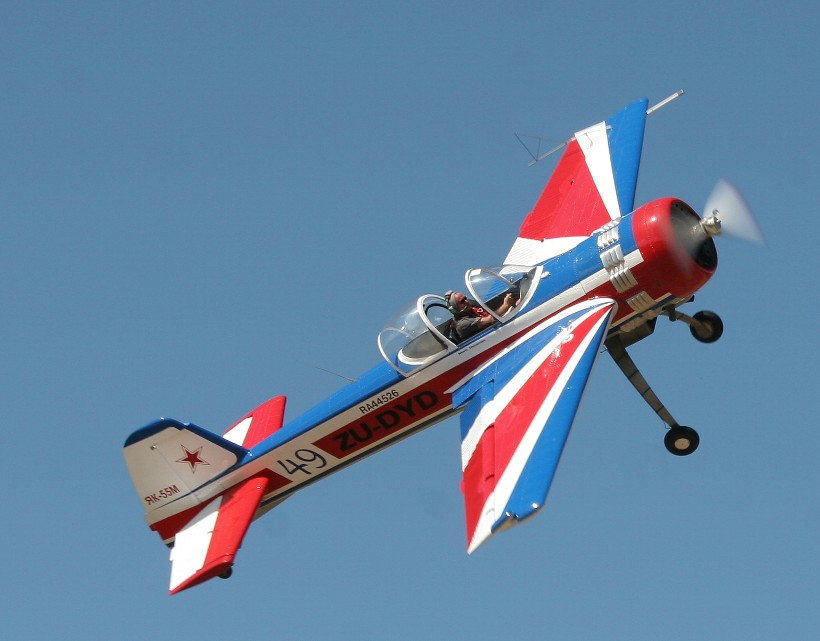
V letounu Jak-55 se Uli Dembinski zapsal do Guinnessovy knihy rekordů za 333 nepřetržitých loopingů.

Uli Dembinski, celým jménem Ulrich Friedrich Franz Dembinski (15. dubna 1959, Aschaffenburg), je německý akrobatický pilot.
Jeho letecká kariéra začala už v roce 1973, kdy ve svých 17 letech získal oprávnění pro létání v bezmotorovém kluzáku. Dlouhou dobu se účastnil šampionátů bez jakéhokoliv speciálního výcviku v akrobatickém létání, který si doplnil až v roce 1989.
Dosud se zúčastnil 22 národních a mezinárodních závodů, přičemž ve dvanácti z nich stál na stupních vítězů. Na kontě má trojí vítězství na akrobatickém mistrovství Německa, osmé místo z mistrovství Evropy a stejné umístění i na mistrovství světa.
Uli Dembinski je od 2. května 2009 držitelem světového rekordu v počtu nepřetržitých loopingů. V ruském akrobatickém letounu Jakovlev Jak-55 jich vykroužil 333 za 2 hodiny a 19 minut, čímž překonal svůj vlastní dosavadní rekord z roku 2007, kdy odlétal 222 loopingů v kuse.
V roce 2015 založil v pražských Letňanech společnost AirHero, s. r. o., jejímž cílem je oživit výrobu českého ultralehkého letadla Sluka.